# Akrylharts
Akrylhartser är syntetiska hartser, konsthartser, bestående av polymerer av akrylat och/eller metakrylat, eventuellt sampolymeriserade med andra monomerer, såsom till exempel styren, akrylnitril eller butadien.
Akrylhartser är med andra ord akrylat- och metakrylatbaserade plaster, kallade hartser tills de härdat till sin slutliga form.
Slutprodukten kan vara härdplast eller termoplast. En av de mest kända akrylplasterna är polymetylmetakrylat (PMMA), som kom ut på marknaden 1936 under namnet Plexiglas. I dagligt tal har "akrylplast" kommit att stå för just PMMA.
Andra vanliga användningsområden för akrylharts är som bindemedel i målarfärger och i härdande lim.

## Färgbindemedel
Akrylhartser används som bindemedel i akrylfärger, inom byggmåleri kallade akrylatfärger. Det första patentet på sådant akrylbindemedel, med polyakrylat (PAc), togs 1915 av Otto Röhm. Vanligare former blev därefter sampolymerer i lämpliga proportioner av ett hårdare metylmetakrylat (MMA) och ett mjukare etylakrylat (EA), varav det senare ofta kommit att ersättas av n-butylakrylat (nBA), som ger en tåligare och mer vattenavvisande yta. Även andra blandningar förekommer och beror på vilka egenskaper man vill att färgen ska ha.
De första akrylfärgerna var lösningsmedelsbaserade, men det var med de vattenspädbara formerna som akrylfärger blev mer populära. Pigmenten är här omslutna av akrylharts i en vattendispersion med hjälp av tillsatsämnen, och färgen härdar när vattnet avdunstat och polymererna i hartsen binds samman.